# Christine Trüb
Christine Trüb (* 8. Februar 1937 in Berlin als Christine Böschenstein; † 6. Dezember 2024 in Zürich) war eine Schweizer Schriftstellerin.

## Leben
Christine Trüb wurde 1937 in Berlin geboren, wo ihr Vater, der Schweizer Journalist Hermann Böschenstein, als politischer Korrespondent arbeitete. Sie wuchs bis 1939 in Paris, dann in Bern, Zürich und London auf. Sie studierte Logopädie und liess sich in Genf, Basel und Zürich in Gesang und Sprechtechnik ausbilden. Danach arbeitete sie als Logopädin an einer heilpädagogischen Sonderschule sowie als Sprecherin bei der Schweizerischen Blindenhörbücherei in Zürich. Jahrelang betreute sie als Redaktorin und Übersetzerin eine Zeitschrift von Terre des hommes. Von 1984 bis 1997 schrieb sie als freie Mitarbeiterin Feuilletons für die Beilage «Wochenende» der Neuen Zürcher Zeitung. Diese sind 1999 gesammelt in dem Band Das schwimmende Wort erschienen. Sie veröffentlichte ausserdem Lyrik in der Poesie Agenda des orte-Verlags. 1996 erschien ihre erste literarische Buchveröffentlichung. Im Jahr 2000 wurde sie an die Solothurner Literaturtage eingeladen.
Christine Trüb war Mitglied des Schweizerischen Schriftstellerinnen- und Schriftsteller-Verbandes, des PEN und des Netzwerkes schreibender Frauen.
Sie lebte zuletzt in Zürich, wo sie 2024 auch starb.
Der Schweizer Literaturwissenschaftler Bernhard Böschenstein war ihr Bruder.

## Werk
Kennzeichen von Christine Trübs Prosa sind die präzisen Schilderungen von Alltagsmomenten. Werner Morlang schrieb über Trüb: «Ihre Sache ist das Einhalten, Aufmerken, Stutzen, Innewerden, und dazu genügt ein geringfügiger Anlass.» Als «mit leichter Hand hingehauchte Aquarelle» bezeichnete c.c. im Bund die vier Erzählungen, die unter dem Titel Die Häuser abgebrochen, die Gärten zugeschüttet erschienen. «Oder eher noch: Sie gleichen vergilbenden Idyllen, sie sind zart und doch genau, sensibel und dennoch kraftvoll und anschaulich.» Inhaltlich sei das «Zerfliessen von Grenzen» das durchgängige Motiv: «der Grenzen zwischen gesund und krank, zwischen Wirklichkeit und Einbildung, zwischen Vergangenem und Gegenwärtigkeit».
Angelika Overath hielt fest: «Christine Trüb erklärt nicht, sie evoziert. Ihr Stil ist assoziativ, wie Pinselstriche folgen erinnerte Momente aufeinander. Manche ihrer Sätze laufen gleichsam hingetuscht punktlos über mehrere Seiten. Ihr Ton ist liebevoll. Es überwiegt eine staunende Dankbarkeit für die heilende Kraft des scheinbar Heillosen.»
Alexandra Kedves sprach in der Neuen Zürcher Zeitung in Bezug auf den Band Das schwimmende Wort von «ausformulierte[n] Haikus». Sie urteilte: «Zugegeben: Sie bleiben Kleinigkeiten, diese Splitter aus der Welt um uns herum. Winzigkeiten. Und sind doch Papierschiffchen, die nicht sinken.» Der Rezensent li. in Der Bund erkannte «Feuilletons im klassischen Sinne eines Alfred Polgar»: «Sprachlich-bildhaft-nachdenkliche Momentaufnahmen [...] – Genre-Bildchen, die das Evozierte mit ein paar leichten, eleganten Strichen vor uns hinstellen.»
Trübs drittes Buch Mit Venedig beginnen bezeichnete Yasmine Inauen im züritipp als «eine Fortsetzung»: «Die Autorin schreibt Szenen ihrer früheren Prosasplitter weiter und verwebt sie zu einem dichten Netz.»

## Veröffentlichungen

### Literarische Werke
- Die Häuser abgebrochen, die Gärten zugeschüttet. Erzählungen. Rauhreif, Möhlin/Villingen 1996, ISBN 978-3-907764-26-8.
- Das schwimmende Wort. Kurze Prosa. Mit einem Geleitwort von Werner Morlang. Nimrod, Zürich 1999, ISBN 3-907139-22-4.
- Mit Venedig beginnen. Erzählung. Isele, Eggingen 2002, ISBN 978-3-86142-240-2.
- Ach der. Roman. Limbus, Hohenems 2008, ISBN 978-3-902534-25-5. 
  - Überarbeitete Neuausgabe: Limbus, Innsbruck 2013, ISBN 978-3-902534-96-5.
- Die Liebe der beiden Frauen zu den Gärten. Roman. Limbus, Innsbruck 2011, ISBN 978-3-902534-54-5.
  - Englische Übersetzung: How they loved their gardens. Übers. Mark Miscovich. KBR, Greenville 2020, ISBN 978-1-944608-97-2.
- Sonntagmorgen. Erzählung. Limbus, Innsbruck 2014, ISBN 978-3-99039-022-1.
- Dinge. Gedichte. Limbus, Innsbruck 2021, ISBN 978-3-99039-216-4.

### Übersetzungen
- Bernard Clavel: Kinder im Elend. Übers. von Christine und Urs Trüb-Böschenstein. AT-Verlag, Aarau 1979, ISBN 3-85502-057-4.

## Auszeichnungen und Stipendien
- 2001: Werkbeitrag des Kantons Zürich[11]